# Morton Castle
Morton Castle ist die Ruine einer Niederungsburg etwa vier Kilometer nordöstlich von Thornhill in der schottischen Council Area Dumfries and Galloway. Die Burgruine liegt an einem künstlichen See in den Hügeln über dem Tal des Nith und war einst Teil einer Kette von Burgen entlang des strategisch wichtigen Nithtals, das den Solway Firth nach Norden mit dem Clydetal verbindet.

## Geschichte
Im 12. Jahrhundert war das Honour von Morton im Besitz von Dunegal, Lord of Strathnith. Ein Graben südlich der Burg stammt wohl aus dieser Zeit, könnte aber auch natürlichen Ursprungs sein. In der Regierungszeit von König Robert the Bruce gehörten Thomas Randolph, später der 1. Earl of Moray, die Ländereien von Morton. Mit Sicherheit bis 1307, vielleicht aber auch schon in den 1260er-Jahren, wurde hier eine Burg auf einer leicht zu verteidigenden Landzunge inmitten von Marschland errichtet. Randolph ließ auch einen eingefriedeten Rehpark in der Nähe anlegen.
Der Vertrag von Berwick, der die Freilassung von König David II. sicherstellte, verlangte auch von den Schotten, dass sie 13 Burgen im Nithtal zerstörten, Morton Castle eingeschlossen. Es ist allerdings nicht bekannt, wie viel von der ursprünglichen Burg erhalten geblieben ist und ob überhaupt etwas davon überlebt hat.
Die Ländereien von Morton fielen an die Earls of March, die Anfang des 15. Jahrhunderts eine neue Burg bauen oder die alte Burg wieder aufbauen ließen.
Mitte des 15. Jahrhunderts verlehnte König Jakob II. die Ländereien an James Douglas of Dalkeith, der später Earl of Morton wurde (auch wenn das Earldom nach einem anderen Morton in Lothian benannt ist).
Der 4. Earl of Morton wurde 1580 wegen seiner vermuteten Rolle bei dem Mord an Lord Darnley hingerichtet und Morton Castle und das Earldom fielen kurze Zeit an John Maxwell, 7. Lord Maxwell und Enkel des 3. Earl. Aber 1588 führte König Jakob VI. eine Expedition gegen die katholischen Maxwells an. Morton Castle wurde eingenommen und niedergebrannt, kehrte aber in den Besitz der Earls of Morton zurück, nachdem die Verwirkung durch den 4. Earl aufgehoben wurde.
1608 wurde die Burg an William Douglas of Coshogle verkauft, der sie 10 Jahre später wiederum an William Douglas of Drumlanrig, später der erste Earl of Queensberry, weiterverkaufte. 1714 war die Burg zumindest teilweise bewohnt, diente aber wohl eher als Jagdschloss denn als Residenz. Im 18. Jahrhundert wurde ein Damm gebaut, um das Marschland zu fluten, was einen künstlichen See schuf, der heute die Burgruine an drei Seiten umschließt.
Nach der Aufgabe der Burg im 18. Jahrhundert wurden bis in die 1890er-Jahre viele Bausteine abgetragen; dann wurden einige Reparaturen an der Ruine ausgeführt. Heute gehört das Anwesen dem Duke of Buccleuch und wird von Historic Scotland verwaltet. Morton Castle gilt als Scheduled Monument.

### Baujahr
Es gibt einen Streit über das genaue Baujahr der Burg. Gifford erörtert die Möglichkeit, dass das Verteidigungsbauwerk von der originalen Burg aus dem 14. Jahrhundert abstammt, die dann im 15. Jahrhundert als Jagdschloss wieder aufgebaut wurde. Er schließt aber auch, dass es nicht unmöglich ist, dass der Großteil der Burg aus dem 15. Jahrhundert stammt.

## Beschreibung

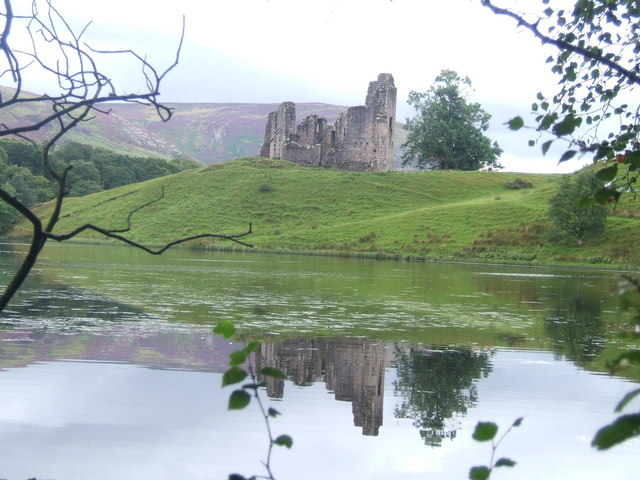
Die Burg hinter Loch Morton

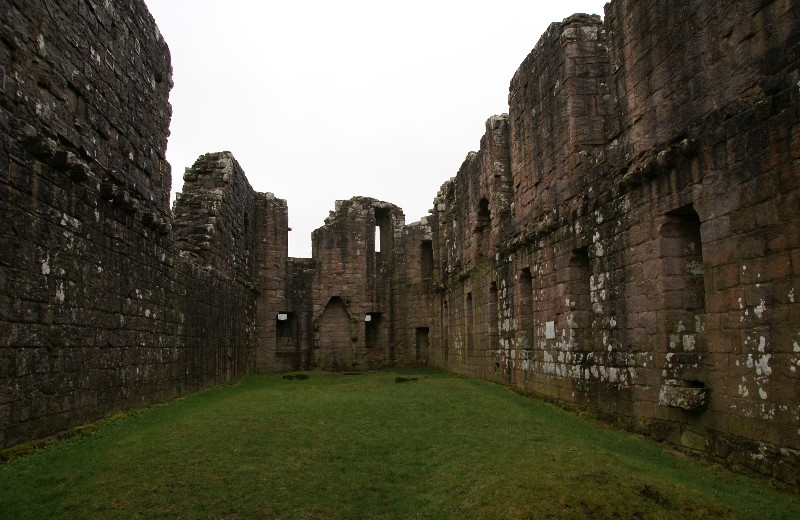
Rittersaal im Morton Castle

Architektonisch zeigt die Burg einige Ähnlichkeit zu Caerlaverock Castle; sie hat einen dreieckigen Grundriss und gleichartige Zwillingstorhäuser an der Südwestecke. Einer der D-förmigen Türme steht noch bis zu einer Höhe von vier Stockwerken und hat ein Verlies im Keller. Darüber lagen etliche Räume, die vermutlich als Wohnung des Burgherrn dienten, wie ein schön gestalteter offener Kamin in einem der Räume nahelegt. Vom zweiten Torturm ist nur das Fundament erhalten. Das Tor hatte ursprünglich ein Fallgatter und eine Drehbrücke über den Burggraben.
Dieser hohe Grad an Verteidigungsarchitektur kontrastiert mit der Hauptflucht der Gebäude im Süden der Burg. Hier legen die großen, mit schönen Bögen versehenen Fenster und das Fehlen von Schießscharten den Schluss nahe, dass dieser Gebäudeteil als Jagdschloss entweder gebaut oder umgebaut wurde. Der lange, zweistöckige Block hat im 1. Obergeschoss eine lange Halle mit Erdgeschossräumen darunter. An seinem östlichen Ende öffnete sich ein Privatraum von der Halle aus, der mit Räumen im runden Südostturm verbunden war.
Auf der Nordseite wurden die Mauern, die an den Ränder des Marschlandes entlangliefen, entfernt, sodass der frühere Hof offen ist.